# Enna Werk

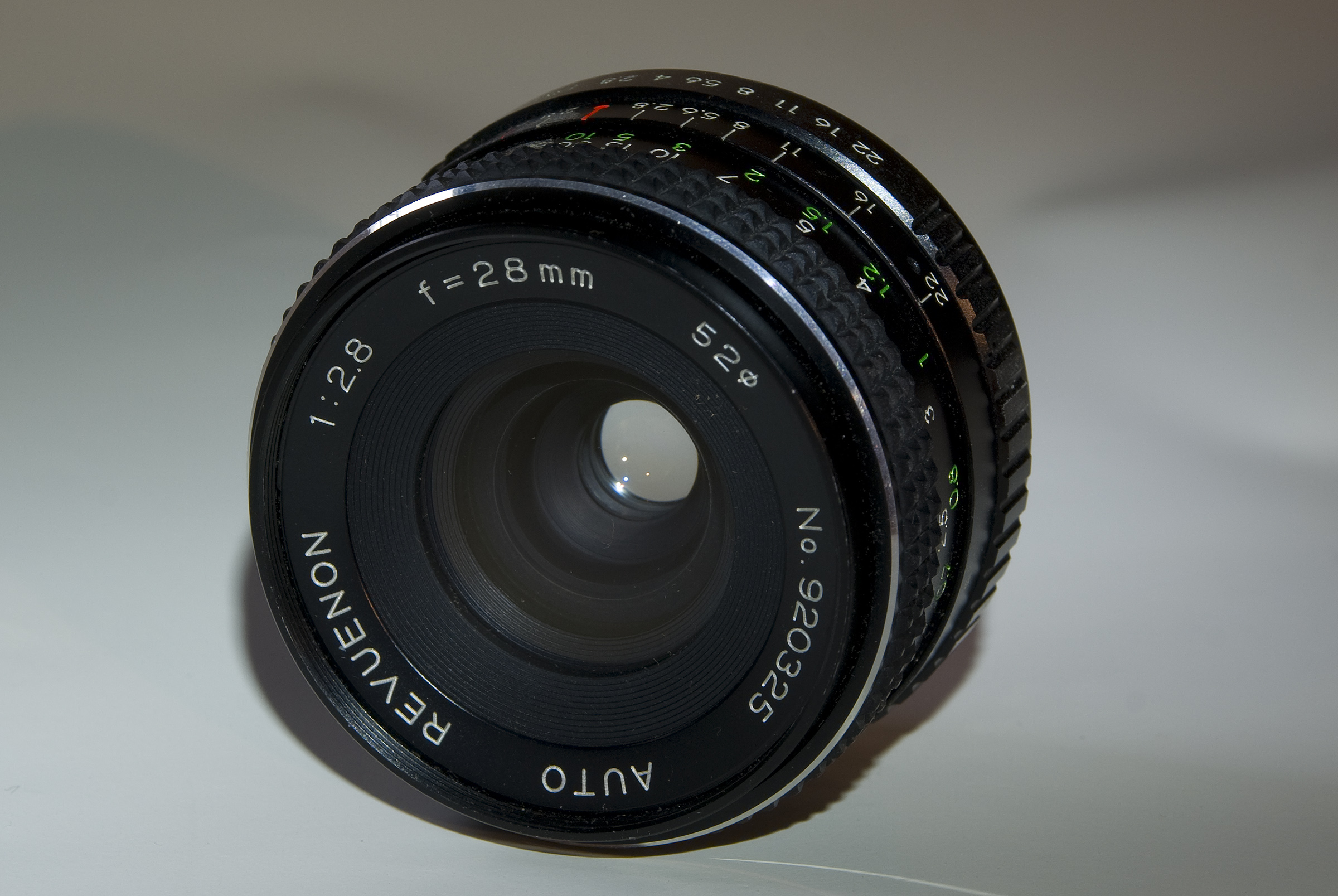
Revuenon 28 mm Objektiv

Das Enna Werk in München wurde 1920 von Alfred Neumann gegründet. Der Name ENNA setzte sich aus den Anfangsbuchstaben des Firmengründers zusammen. Nach dessen Tod wurde das Unternehmen nach 1945 von dessen Schwiegersohn, Dr. Werner Appelt, weitergeführt.
ENNA war Hersteller von Kameraobjektiven und Projektoren. 1958 wurde das weltweit lichtstärkste Weitwinkelobjektiv für Spiegelreflexkameras Super-Lithagon 1,9/35 mm und 1961 das erste Tele-Zoom-Objektiv der Welt 4/85–250 mm herausgebracht.
Bekannt wurde ENNA durch sein ab 1958 angebotenes Automatic-Sockel-System für Edixa-, Praktica-, Exakta- und Examodelle mit Objektiven verschiedenster Brennweiten. Die Objektive wurden unter den Markennamen "Ennalyt", "Lithagon" und "Revuenon" vertrieben. Enna hat auch Objektive für Photo Porst und Foto Quelle (Revue) gebaut.
Zu den Olympischen Spielen 1972 in München erlebte die Objektivfertigung von ENNA noch einmal einen Aufschwung, als das Unternehmen zu den "offiziellen" Ausrüstern gehörte und seine Produkte entsprechend mit den 5 Ringen zieren durfte. Nach dieser Zeit verlegte sich ENNA mehr und mehr auf die Entwicklung, Konstruktion und Fertigung von technischen Kunststoffteilen in Klein- und Großserien, zunächst im Bereich der Fotografie. So wurden Diarähmchen, Diamagazine, Diabetrachter und ähnliche Produkte hergestellt.
Das ENNA Werk Dr. Appelt GmbH & Co. KG existiert noch heute, und zwar in Wegscheid bei Passau. Zum Produktionsprogramm gehören auch heute noch Diarahmen und -kästen. Aber auch der eigene Werkzeugbau, Montagen und Oberflächenveredelungen gehören zum Portfolio des Unternehmens.